# Nati nel 1940/Giugno
| Questa pagina contiene informazioni ricavate automaticamente dalle voci biografiche con l'ausilio del template Bio e di un bot. L'aggiornamento è periodico e automatico e ricostruisce completamente la pagina. Se manca una persona in questa lista, sei pregato di non aggiungerla, ma accertati piuttosto che la sua voce biografica contenga il template Bio e che i dati anagrafici siano correttamente compilati. Se il template Bio manca, inseriscilo tu stesso o, in alternativa, metti l'avviso {{tmp\|Bio}} che ne segnala la mancanza. Se i dati riportati sono sbagliati, correggi direttamente la voce biografica; le modifiche saranno visibili in questa lista entro pochi giorni. Per chiarimenti vedi il progetto biografie. La lista contiene solo le 208 persone che sono citate nell'enciclopedia e per le quali è stato implementato correttamente il template Bio. Pagina aggiornata al 18 ago 2025. |

- 1º giugno - René Auberjonois, attore e doppiatore statunitense († 2019)
- 1º giugno - Bernard Housset, vescovo cattolico francese
- 1º giugno - Barbara Lass, attrice polacca († 1995)
- 1º giugno - Jože Pirjevec, storico e politico italiano
- 1º giugno - Umberto Rocca, generale italiano († 2023)
- 1º giugno - Ljudmila Šišova, schermitrice sovietica († 2004)
- 1º giugno - Kip Thorne, fisico statunitense
- 2 giugno - Christopher Bernau, attore televisivo statunitense († 1989)
- 2 giugno - Maree Cheatham, attrice statunitense
- 2 giugno - Costantino II di Grecia, re greco († 2023)
- 2 giugno - István Csom, scacchista ungherese († 2021)
- 2 giugno - Nico Garrone, critico teatrale, drammaturgo e sceneggiatore italiano († 2009)
- 2 giugno - Gordon Harris, calciatore inglese († 2014)
- 2 giugno - Ron Henry, calciatore inglese († 2014)
- 2 giugno - Oļģerts Jurgensons, ex cestista sovietico
- 2 giugno - Jurij Pšeničnikov, allenatore di calcio e calciatore sovietico († 2019)
- 2 giugno - Remigio Sturaro, rugbista a 15 e dirigente sportivo italiano († 2017)
- 3 giugno - Franco Agostini, attore e doppiatore italiano
- 3 giugno - Henry Z. Jones Jr., attore statunitense
- 3 giugno - Osei Kofi, ex calciatore ghanese
- 3 giugno - Róbert Nagy, sollevatore ungherese
- 3 giugno - Jan Thiel, progettista olandese
- 3 giugno - Angela Volpini, mistica e veggente italiana
- 4 giugno - Maria Adelaide Aglietta, politica italiana († 2000)
- 4 giugno - Ioan Igna, ex arbitro di calcio rumeno
- 4 giugno - Ludwig Schwarz, vescovo cattolico austriaco
- 4 giugno - Amedeo Stenti, calciatore italiano († 2018)
- 4 giugno - Klaus Urbanczyk, ex calciatore e allenatore di calcio tedesco orientale
- 5 giugno - Dante Canè, pugile italiano († 2000)
- 5 giugno - Jiang Xingquan, ex cestista e allenatore di pallacanestro cinese
- 5 giugno - Imre Komora, calciatore e allenatore di calcio ungherese († 2024)
- 6 giugno - Nanni Bertorelli, attore italiano († 1967)
- 6 giugno - Nicolas Dumont, pallanuotista belga
- 6 giugno - Ivo Mattozzi, storico italiano
- 6 giugno - Willie John McBride, rugbista a 15 britannico
- 6 giugno - Anna Nagy, attrice ungherese
- 6 giugno - Richard Paul, attore statunitense († 1998)
- 6 giugno - Antonella Ragno-Lonzi, ex schermitrice italiana
- 6 giugno - John Rudometkin, cestista statunitense († 2015)
- 6 giugno - Gerda Thieme, ex cestista tedesca
- 6 giugno - Raffaello Vescovi, ex calciatore italiano
- 7 giugno - Herbert Cohen, ex schermidore statunitense
- 7 giugno - Giulio Colavolpe, giornalista italiano († 2023)
- 7 giugno - Giuseppe Cosma, ex calciatore italiano
- 7 giugno - Monica Evans, attrice e doppiatrice britannica
- 7 giugno - Caio Gracco, artista italiano († 2023)
- 7 giugno - Lambert Hamel, attore e doppiatore tedesco
- 7 giugno - Tom Jones, cantante britannico
- 7 giugno - Samuel Little, serial killer statunitense († 2020)
- 7 giugno - Carlo Mascheroni, sportivo italiano
- 7 giugno - Ronald Pickup, attore britannico († 2021)
- 7 giugno - Sergej Sivko, pugile sovietico († 1966)
- 7 giugno - Luis Ubiña, calciatore uruguaiano († 2013)
- 8 giugno - Giovanni Correnti, politico italiano († 2016)
- 8 giugno - Arthur Elgort, fotografo statunitense
- 8 giugno - Sherman Garnes, cantante statunitense († 1977)
- 8 giugno - Sally Moore, ex tennista e artista statunitense
- 8 giugno - Giancarlo Piretti, designer italiano
- 8 giugno - Vladimir Magomedovič Semënov, generale e politico russo
- 8 giugno - Nancy Sinatra, cantante e attrice statunitense
- 8 giugno - Sergio Staino, giornalista, fumettista e vignettista italiano († 2023)
- 9 giugno - Claudio Azzolini, politico italiano
- 9 giugno - Fernando Delfini, pianista e direttore d'orchestra italiano
- 10 giugno - Jim Alder, ex maratoneta britannico
- 10 giugno - Michael Coleman, ballerino britannico
- 10 giugno - Franco Godi, musicista, compositore e direttore d'orchestra italiano
- 10 giugno - Antonio Monestiroli, architetto italiano († 2019)
- 10 giugno - Peter Ryan, pilota automobilistico canadese († 1962)
- 10 giugno - Annemarie Zimmermann, ex canoista tedesca
- 11 giugno - Raymond Farina, poeta francese
- 11 giugno - Dave Mills, cestista statunitense († 2001)
- 11 giugno - Daniel J. Sullivan, regista teatrale statunitense
- 11 giugno - Juan María Zorriketa, ex calciatore spagnolo
- 12 giugno - Paolo Cimpiel, ex calciatore italiano
- 12 giugno - Amedeo Fago, sceneggiatore, regista e scenografo italiano
- 12 giugno - Robert Lelangue, ex ciclista su strada e dirigente sportivo belga
- 13 giugno - Antonio Badini, ambasciatore italiano
- 13 giugno - John D'Amato, mafioso statunitense († 1992)
- 13 giugno - Bobby Freeman, cantante, cantautore e produttore discografico statunitense († 2017)
- 13 giugno - Anita Hellström, ex nuotatrice svedese
- 13 giugno - Wolfgang Hottenrott, ex canottiere tedesco
- 13 giugno - Dallas Long, pesista statunitense († 2024)
- 13 giugno - Gojko Mitić, attore e stuntman serbo
- 13 giugno - Wang Longji, attore e dirigente d'azienda cinese
- 14 giugno - Jack Bannon, attore statunitense († 2017)
- 14 giugno - Laura Efrikian, attrice e annunciatrice televisiva italiana
- 14 giugno - Humberto Fernandes, calciatore portoghese († 2009)
- 14 giugno - Gianpiero Gamaleri, giornalista e sociologo italiano
- 14 giugno - Francesco Guccini, cantautore, scrittore e attore italiano
- 14 giugno - Bram Leenards, ex pallanuotista olandese
- 14 giugno - Luisa Muraro, filosofa, pedagogista e traduttrice italiana
- 15 giugno - Adolfo Bielli, ex calciatore argentino
- 15 giugno - Georges Corm, economista, storico e politico libanese († 2024)
- 15 giugno - Ken Fletcher, tennista australiano († 2006)
- 15 giugno - Rodolfo Rabanal, scrittore, giornalista e politico argentino († 2020)
- 15 giugno - Ri Su-yong, politico e diplomatico nordcoreano
- 15 giugno - Zubaida Tharwat, attrice egiziana († 2016)
- 15 giugno - Franz Wegner, fisico tedesco
- 15 giugno - Giorgio Zancanaro, ex ciclista su strada italiano
- 16 giugno - Carole Ann Ford, attrice britannica
- 16 giugno - Franco Giustinelli, politico, insegnante e saggista italiano († 2025)
- 16 giugno - Neil Goldschmidt, politico e avvocato statunitense († 2024)
- 16 giugno - Irena Górka, cestista polacca († 2014)
- 16 giugno - Franco Marini, allenatore di calcio e ex calciatore italiano
- 16 giugno - Cécile Morrisson, numismatica francese
- 16 giugno - Gil Ventura, sassofonista italiano († 2016)
- 16 giugno - Taylor Wang, fisico e ex astronauta statunitense
- 17 giugno - George Akerlof, economista statunitense
- 17 giugno - Marcel Aubour, ex calciatore francese
- 17 giugno - Bobby Bell, ex giocatore di football americano statunitense
- 17 giugno - Aldo Cosentino, dirigente d'azienda italiano
- 17 giugno - Horst Franz, allenatore di calcio tedesco
- 17 giugno - Bill Garner, ex cestista statunitense
- 17 giugno - Eraldo Isidori, politico italiano († 2018)
- 17 giugno - Jakub Karpiński, sociologo, storico e politologo polacco († 2003)
- 17 giugno - Alton Kelley, illustratore e grafico statunitense († 2008)
- 17 giugno - Chuck Rainey, bassista statunitense
- 17 giugno - Angelo Rinaldi, scrittore, critico letterario e giornalista francese († 2025)
- 18 giugno - Anna Chromy, scultrice e pittrice ceca († 2021)
- 18 giugno - Casimiro Ferrari, alpinista italiano († 2001)
- 18 giugno - Phillip Johnson, pseudoscienziato e saggista statunitense († 2019)
- 18 giugno - Giorgio Maioli, calciatore e allenatore di calcio italiano († 2022)
- 18 giugno - Rubén Montoya, ex calciatore argentino
- 18 giugno - Judith Pipher, astronoma e fisica statunitense († 2022)
- 18 giugno - Aldo Preda, politico italiano
- 18 giugno - Mirjam Pressler, scrittrice e traduttrice tedesca († 2019)
- 18 giugno - Romano Scavolini, regista cinematografico, sceneggiatore e direttore della fotografia italiano
- 19 giugno - Bernard Bosquier, ex calciatore francese
- 19 giugno - Brendan Ingle, manager, allenatore di pugilato e pugile irlandese († 2018)
- 19 giugno - Eustratios Korakas, politico greco
- 19 giugno - Keith McCreary, hockeista su ghiaccio canadese († 2003)
- 19 giugno - Tor Røste Fossen, allenatore di calcio e calciatore norvegese († 2017)
- 19 giugno - Kjell Schou-Andreassen, allenatore di calcio e calciatore norvegese († 1997)
- 20 giugno - Enzo Catania, giornalista e scrittore italiano († 2024)
- 20 giugno - Eugen Drewermann, teologo e psicoanalista tedesco
- 20 giugno - John Mahoney, attore e doppiatore britannico († 2018)
- 20 giugno - Ignacio Milam Tang, politico equatoguineano
- 21 giugno - Jorge Félix Correia, ex calciatore brasiliano
- 21 giugno - Marco Di Marco, pianista italiano († 2017)
- 21 giugno - Ferdinando Di Stefano, calciatore italiano († 2019)
- 21 giugno - Jenny Estrada, giornalista, scrittrice e storica ecuadoriana († 2024)
- 21 giugno - Mariette Hartley, attrice statunitense
- 21 giugno - Miguel Loayza, calciatore peruviano († 2017)
- 21 giugno - Michael Ruse, filosofo britannico († 2024)
- 21 giugno - Georg Schmid, pastore protestante e teologo svizzero
- 21 giugno - Ernő Solymosi, calciatore ungherese († 2011)
- 21 giugno - Notker Wolf, abate e musicista tedesco († 2024)
- 22 giugno - Vjačeslav Ambarcumjan, calciatore sovietico († 2008)
- 22 giugno - Egon Henninger, ex nuotatore tedesco orientale
- 22 giugno - Abbas Kiarostami, regista, sceneggiatore e montatore iraniano († 2016)
- 22 giugno - Artur Olech, pugile polacco († 2010)
- 22 giugno - Daniel Quillen, matematico statunitense († 2011)
- 22 giugno - Hannu Taipale, ex fondista finlandese
- 23 giugno - Adam Faith, cantante e attore britannico († 2003)
- 23 giugno - Derry Irvine, barone Irvine di Lairg, avvocato e politico britannico
- 23 giugno - Maurizio Moreno, diplomatico italiano († 2016)
- 23 giugno - Biagio Proietti, sceneggiatore, regista e scrittore italiano († 2022)
- 23 giugno - Sérgio Reis, cantante, attore e politico brasiliano
- 23 giugno - Wilma Rudolph, velocista statunitense († 1994)
- 23 giugno - Stuart Sutcliffe, bassista e pittore britannico († 1962)
- 23 giugno - Diana Trask, cantante australiana
- 23 giugno - William Semple Brown Wallace, ex calciatore scozzese
- 24 giugno - Giovanni Bertolucci, produttore cinematografico italiano († 2005)
- 24 giugno - Hope Cooke, regina, giornalista e scrittrice statunitense
- 24 giugno - Augusto Fantozzi, politico italiano († 2019)
- 24 giugno - Maurizio Mosca, giornalista e conduttore televisivo italiano († 2010)
- 24 giugno - Salvatore Nicosia, grecista italiano
- 24 giugno - Miloš Pražák, ex cestista e dirigente sportivo cecoslovacco
- 24 giugno - Antonello Sciacchitano, psicoanalista e matematico italiano
- 24 giugno - Vittorio Storaro, direttore della fotografia italiano
- 25 giugno - Judy Amoore, ex velocista e mezzofondista australiana
- 25 giugno - Peer Augustinski, attore, doppiatore e conduttore radiofonico tedesco († 2014)
- 25 giugno - Guillermo Castro, ex calciatore salvadoregno
- 25 giugno - John Connell, artista statunitense († 2009)
- 25 giugno - Thomas Köhler, ex slittinista tedesco orientale
- 25 giugno - Juan Carlos Mazzini, cestista argentino († 2013)
- 25 giugno - Guillermo Ortíz, calciatore messicano († 2009)
- 25 giugno - Mary Beth Peil, attrice e soprano statunitense
- 25 giugno - Giovanni Pellegrini, calciatore francese († 1989)
- 25 giugno - Ugo Rozzo, bibliotecario, bibliografo e storico italiano († 2020)
- 25 giugno - Alberto Torresani, storico italiano
- 25 giugno - Shōzō Tsugitani, calciatore giapponese († 1978)
- 26 giugno - Lucinda Childs, danzatrice e coreografa statunitense
- 26 giugno - Satoshi Dezaki, regista, produttore cinematografico e sceneggiatore giapponese
- 26 giugno - Pieter de Groot, calciatore olandese († 1985)
- 26 giugno - Silvia Torres-Peimbert, astronoma e docente messicana
- 26 giugno - Luis Valdez, drammaturgo, regista e sceneggiatore statunitense
- 26 giugno - Thomas Charles Van Flandern, astronomo statunitense († 2009)
- 27 giugno - Gianluigi Aponte, imprenditore e armatore italiano
- 27 giugno - Boris Alekseevič Chmelnickij, attore russo († 2008)
- 27 giugno - Eugen Cicero, pianista rumeno († 1997)
- 28 giugno - Richard Chew, montatore, produttore cinematografico e direttore della fotografia statunitense
- 28 giugno - Ken Flaton, giocatore di poker statunitense († 2004)
- 28 giugno - Roderick Wright, vescovo cattolico scozzese († 2005)
- 28 giugno - Muhammad Yunus, economista e banchiere bangladese
- 29 giugno - Vjačeslav Petrovič Artëmov, compositore russo
- 29 giugno - Nelson Chabay, allenatore di calcio e calciatore uruguaiano († 2018)
- 29 giugno - John Dawes, rugbista a 15 e allenatore di rugby a 15 britannico († 2021)
- 29 giugno - Ken Done, artista australiano
- 29 giugno - Maryvonne Gilotte, fotografa francese († 2012)
- 29 giugno - Walter Legel, sollevatore austriaco († 1999)
- 29 giugno - Nancy Ramey, ex nuotatrice statunitense
- 30 giugno - Kari Aronpuro, poeta finlandese
- 30 giugno - Víctor Erice, regista e sceneggiatore spagnolo
- 30 giugno - Hubert Jaoui, scrittore francese
- 30 giugno - François Xavier Lê Văn Hồng, arcivescovo cattolico vietnamita
- 30 giugno - Andrej Piontkovskij, matematico e attivista russo
- 30 giugno - Mark Spoelstra, cantautore e chitarrista statunitense († 2007)